# Svenska Montessoriförbundet
Svenska Montessoriförbundet är en svensk religiöst och politiskt obunden sammanslutning av föreningar, stiftelser eller andra organisationer för montessoripedagogik, bildat 1960. Förbundets uppgift är att som gemensamt organ för Sveriges montessoriföreningar verka för montessoripedagogikens utbredning i Sverige.

## Montessoripedagogik

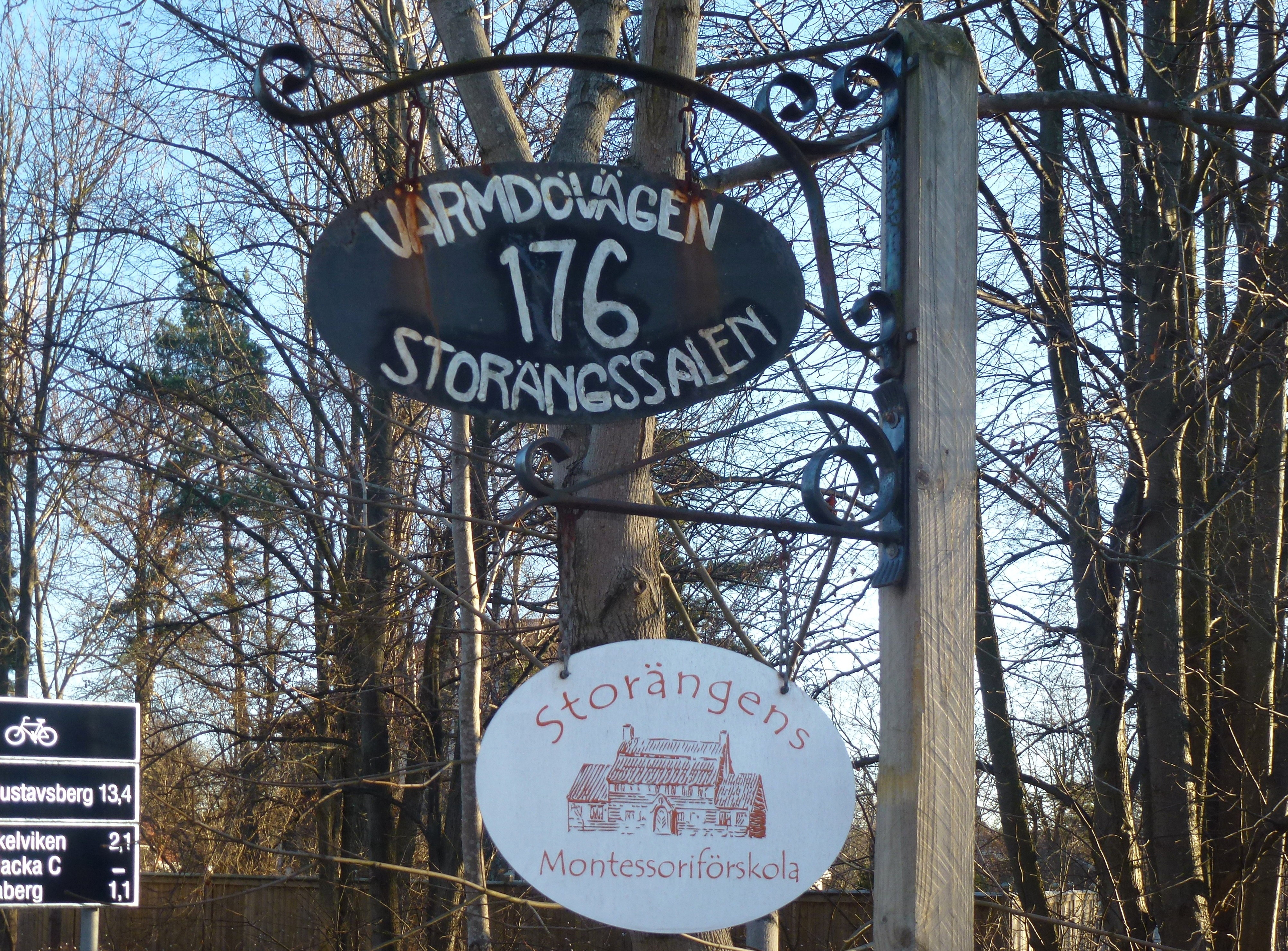
Storängens Montessoriförskola ligger i f.d. Storängens Samskola.

Montessoriskolan är namnet på flera antal friskolor i Sverige med förskole- och grundskole-nivå (Montessoriförskolan), som styrs av Svenska Montessoriförbundet. Montessoripedagogikens roll inom Montessoriskolan är att observera eleverna och ge dem handledning. Den första Montessori-skolan startades 1907 av Maria Montessori.

## NAMEX
Svenska Montessoriförbundet har inrättat en nationell specialistexamen för montessorilärare, NAMEX.
NAMEX bygger på en genomgång av kursplanerna för samtliga montessoriutbildningar i Sverige. Utifrån dessa har ett antal grundläggande kriterier tagits fram. Tillsammans ger de en tydlig bild av vilka färdigheter och kunskaper som en montessorilärare behöver för att kunna arbeta i en svensk montessoriförskola eller -skola.

## Tidning
Förbundet har även en egen tidning, MontessoriTidningen.  I varje nummer berättas det om det mesta som rör montessoripedagogiken och hur den används i skolor och förskolor runt om i Sverige.